# Saint-Mars-sur-Colmont
Saint-Mars-sur-Colmont es una población y comuna francesa, en la región de Países del Loira, departamento de Mayenne, en el distrito de Mayenne y cantón de Gorron.

## Demografía
| 645 | 624 | 522 | 470 | 451 | 435 |
| Para los censos de 1962 a 1999 la población legal corresponde a la población sin duplicidades (Fuente: INSEE [Consultar]) |     |     |     |     |     |